# Elaphoglossum siliquoides
Elaphoglossum siliquoides är en träjonväxtart som först beskrevs av Jenm., och fick sitt nu gällande namn av Carl Frederik Albert Christensen. Elaphoglossum siliquoides ingår i släktet Elaphoglossum och familjen Dryopteridaceae. Inga underarter finns listade.